# Долженков, Сергей Яковлевич
Сергей Яковлевич Долженков — командир 45-мм орудия 791-го артиллерийского полка (254-я стрелковая дивизия, 52-я армия, 1-й Украинский фронт), сержант.

## Биография
Сергей Яковлевич Долженков родился в крестьянской семье в селе Филатово Обоянского уезда Курской губернии (в настоящее время Обоянский район Курской области). Получил начальное образование. Работал счетоводом, затем кузнецом в Харькове.
В июле 1941 года Обоянским райвоенкоматом был призван в ряды Красной армии. С первых же дней на фронтах Великой Отечественной войны.
В боях в районе южнее города Черкассы 23 ноября 1943 года сержант Долженков с расчётом при атаке танков противника подбил 2 танка противника, и вынудил отступить остальные. 9 декабря 1943 года при штурме города Черкассы его расчёт уничтожил 2 пулемётные точки, обрушил 4 дзота и истребил около взвода пехоты противника. В бою был ранен. Приказом по 254 стрелковой дивизии от 29 декабря 1943 года он был награждён орденом Славы 3-й степени.
В боях по ликвидации окружённой кишинёвской группировки противника, пытавшейся вырваться из кольца окружения, в местечке Кицкани (20 км южнее города Васлуй в Румынии) расчёт сержанта Долженкова 29 августа 1944 года выкатил орудие на прямую наводку и начал из него обстреливать солдат противника, предпринявших психическую атаку. Группа солдат численностью около 20 человек, предприняла попытку обойти орудие и уничтожить его. Долженков, оставил часть расчёта управлять огнём орудия а с остальными отбил солдат противника, уничтожив около 20 солдат. Кроме того, огнём орудия было уничтожено 25 солдат противника. В этом бою были также подбит танк и автомашина. Приказом по 52-й армии от 29 сентября 1944 года он был награждён орденом Славы 2-й степени.
25 января в Верхней Силезии в 35 км северо-восточнее Бреслау (Вроцлав) в деревне Гиммельн сержант Долженков метким огнём орудия разбил 3 дома, в которых засели автоматчики противника и подбил танк. Совместно с другими расчётами помог пехоте отразить атаку противника. Указом Президиума Верховного Совета СССР от 10 апреля 1945 года он был награждён орденом Славы 1-й степени.
В августе старшина Долженков был демобилизован. Вернулся на родину. В 1958 году окончил окончил Энгельское торгово-кооперативное училище. Возглавлял райпотребсоюз Советского района в посёлке Кшенский.
Скончался Сергей Яковлевич Долженков 18 ноября 1968 года.

## Память
- Похоронен в городе Обоянь.